# Graziano Delrio
Graziano Delrio (Reggio Emilia, 27 de abril de 1960) es un médico y político italiano, Ministro de Infraestructura y Transporte desde el 2 de abril de 2015. Anteriormente trabajó como secretario de estado.
Fue ministro de Autonomía y Asuntos regionales desde el 28 de abril de 2013 al 22 de febrero de 2014 formando parte del Gabinete de Letta. También ha trabajado como alcalde de Reggio Emilia.

## Educación y vida tempranas
Delrio nació en Reggio Emilia el 27 de abril de 1960. Obtuvo un grado en medicina y estudió en el Reino Unido y en Israel. Su especialización es en endocrinología.

## Carrera
Delrio trabajó en la Universidad de Módena y Reggio Emilia como miembro de la facultad e investigador. Es el fundador y director anterior de la Asociación Giorgio la Pira, el cual fue fundado para promover contacto cultural entre Italia y Oriente Medio. Es un miembro sénior del Partido Democrático. En 1999,  se convirtió en miembro del consejo municipal de Reggio Emilia. En 2000,  fue elegido como el presidente de la comisión de salud y de política social para la provincia.
En 2004,  se convirtió en miembro de Democracia es Libertad-La Margarita y fue elegido como alcalde de Reggio Emilia por el Partido de la Unión. Fue el presidente de la Asociación Nacional de Municipios Italianos hasta julio de 2013. 
El 28 de abril de 2013, Delrio fue nombrado ministro de Autonomía y Asuntos regionales en el gabinete dirigido por el Primer ministro Enrico Letta. El 22 de febrero de 2014,  fue nombrado secretario estatal por el Primer ministro Matteo Renzi.

## Vida personal
Delrio está casado y tiene nueve hijos.